# 小山いと子
小山 いと子（こやま いとこ、1901年7月13日 - 1989年7月25日）は日本の作家。高知県長岡郡大篠村（現・南国市）篠原出身。出生名は池本 イト、結婚後は小山 イト。綿密な調査に基づき社会問題を扱った作品が多く、清純なヒューマニズムと社会性が特徴である。「執行猶予」で第23回直木三十五賞を受賞した。『読売新聞』紙上の人生相談「人生案内」回答者を務め、皇太子妃美智子に関する小説連載中止騒動に巻き込まれたことでも知られる。

## 人物

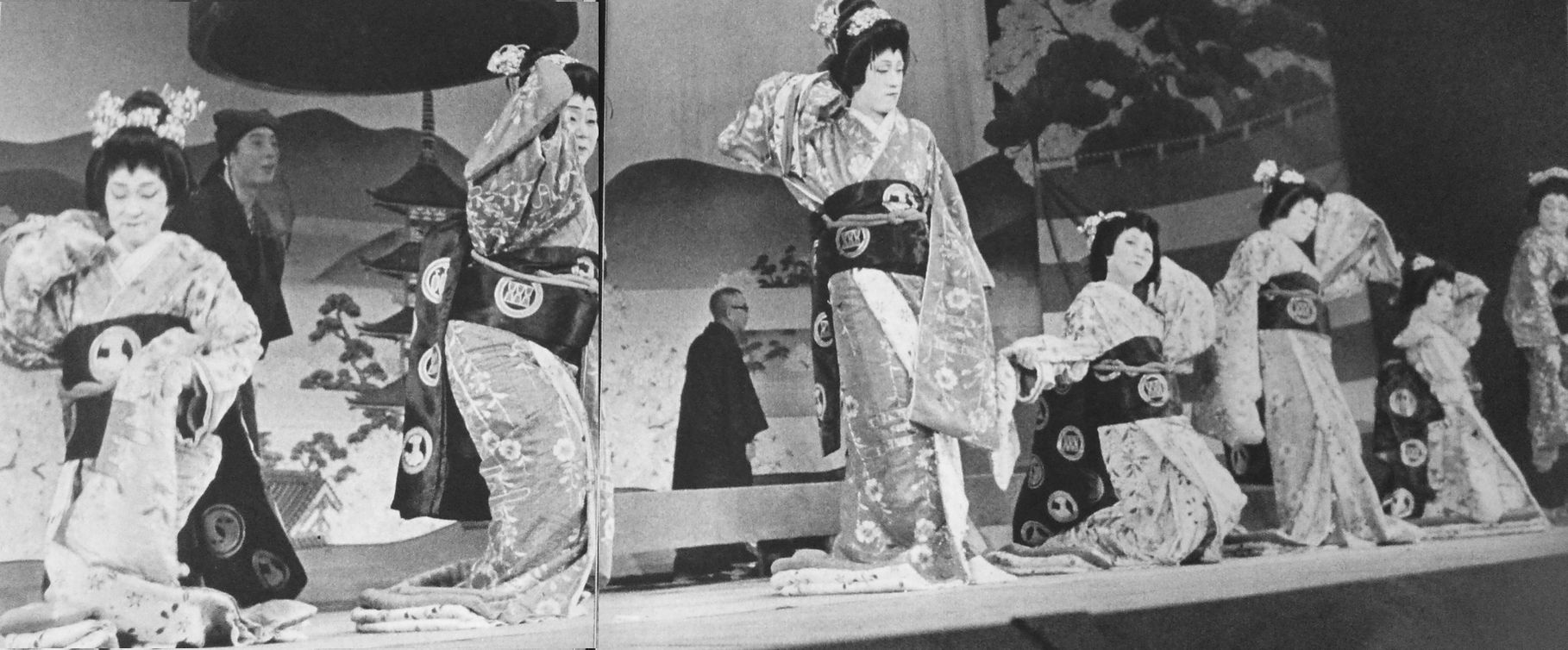
文春歌舞伎『京鹿子娘道成寺』の一場面（1954年12月）。左から、森田たま、平林たい子、五味康祐、芝木好子、小山いと子、平岩弓枝、加藤芳郎。

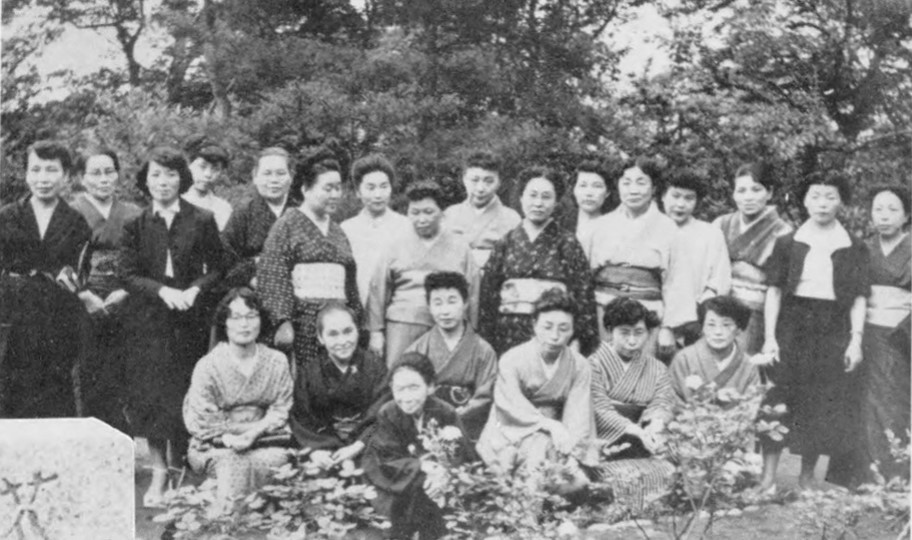
1954年、林芙美子の三回忌に集まった女性の文学者たち。
前列左から、小山いと子、森田たま、林芙美子の母、美川きよ、川上喜久子、円地文子、大田洋子。
後列左から、宇野千代、大谷藤子、三宅艶子、城夏子、壷井栄、平林たい子、由起しげ子、村岡花子、横山美智子、佐多稲子、芝木好子、板垣直子、大原富枝、阿部光子、峯雪栄、森三千代。

福岡女子師範学校(現・福岡教育大学)を卒業。在学中に歌人の橋田東聲の門下生となる。1920年（大正9年）、19歳で父親により結婚を強要されるが、相手を好きになれず、男性に対する反逆心を持ち始める。橋田の主宰する短歌雑誌『覇王樹』グループの一人で妻子ある島根県警察特高課の男性と恋愛をし、後年その経験を自伝的小説『海は満つることなし』に書いた。1928年からは『火の鳥』同人となる。1941年（昭和16年）、40歳で離婚。戦争中の従軍をはさんで1945年（昭和20年）に同じ男性と再婚するが、1954年（昭和29年）ふたたび離婚した。
処女作は1933年の小説「海門橋」で、『婦人公論』の懸賞に当選した。1950年に「執行猶予」（中央公論2月号）で第23回直木賞を受賞した（受賞時49歳1か月）。
『執行猶予』ほかいくつかの作品は映画化されている。
ハンガリー動乱では「日本ハンガリー救援会」の中心人物として活躍、オーストリアへ赴きハンガリー難民に対しての慰問活動を行った。林光や中野重治はこれに対して批判的な文章を書いている。
後半生は東京都杉並区和泉町に自宅を構え、40年ほどを過ごした。88歳没。

### 連載中止
1961年1月号から、雑誌『平凡』に小説「美智子さま」を連載していたが、1963年3月11日に宮内庁は発行元の平凡出版に対してこの小説「美智子さま」に対して「興味本位で、世間に誤った印象を与え、好ましくない」として連載中止を申し入れた。「(1)興味本位の実名小説で私生活に対する侵害である」「(2)事実と小説との間があいまいで、国民に誤解されるおそれがある」「(3)事実に相違することも部分的にある」の3点について問題があるとし、宮内庁の伊藤総務課長より平凡出版の清水専務に対してその旨の要望が伝えられた。
具体的な問題点は秩父宮妃、高松宮妃、伊勢神宮祭主北白川房子が美智子妃に対し好意的でないと書かれた件、皇太子夫妻の初夜の描写が事実と違いプライバシーに反するという件だったとされる。
最終的には平凡出版はこの要望を受け入れて五月号で連載を中止したが、その後美智子妃がストレスとは無関係ながら流産し長期静養に追い込まれたため、この件と関連付けて全国紙からのバッシングを受けた。小山は実際には皇室尊崇の立場にあって、小説の内容に関しては東宮御所筋に問い合わせて行っており、連載中止に対し悔しい思いをしたと語った。元宮内庁記者板垣恭介は圧力をかけたのは当時の東宮側と対立する宮内庁筋と推察している。

## 受賞・候補歴
- 海門橋 - 『婦人公論』懸賞当選（1933年）
- 深夜 - 『中央公論』原稿募集・二等第二席（1934年）
- 4A格（スペシャル） - 第8回芥川龍之介賞予選候補（1938年下期）
- 椰子真珠 - 第2回女流文学者賞候補（1947年）、第3回女流文学者賞候補（1948年）
- 執行猶予 - 第23回直木三十五賞（1950年上期）[2]

## 著作
- 湖口 新農民文学叢書 砂子屋書房 1939
- 村 新潮社 1939 (土の文学叢書)
- 熱風 中央公論社 1940
- 高野 中央公論社 1940
- オイルシェール 中央公論社 1941 復刊 ゆまに書房 2000
- 娘の家 河出書房 1941
- 春の魚 一聯社(青年文学叢書)1947
- 夫婦 興風館 1947
- Fのロマンス 西部図書 1948
- 時の貞操 万里閣 1948
- 落花の譜 吉成書房 1949
- ばらの咲く窓 妙義出版社 1949
- 椰子真珠 中央公論社 1949
- 火の女・マルハ艇 明治書院 1950
- 執行猶予 早川書房 1951 のち角川文庫
- 誕生石 朝日新聞社 1954 のち河出書房 1956
- 女ざかり 山田書店 1955
- 薔薇いくたびか 主婦之友社 1955
- 花いかだ 角川小説新書 1955
- 整形手術 鱒書房 1955 (コバルト新書)
- 皇后さま 主婦の友社 1956、新版1988、のち春陽文庫、毎日新聞社
- 開かれぬ門 大日本雄弁会講談社 1958
- 海は満つることなし 全3部 講談社 1958‐61
- ダム・サイト 光書房 1959
- 私の耳は貝の殻 講談社 1960
- たれかが呼んでる 講談社 1962 (ロマン・ブックス)
- 男対女 講談社 1963
- 星を摘む女 講談社 1963
- 火焔木 春陽文庫 1963
- 白い指 濤瀾みだれ 読売新聞社 1972
- 地の虹 読売新聞社 1977.2
- 小山いと子の人生相談 大陸書房 1977.8 (ムーブックス)
- 人生十色 西村千鶴子・主婦の友出版サービスセンター 1990.11
- 新女大学 朝日書林 1995.7
- 高知県昭和期小説名作集6　小山いと子 高知新聞社 1995

## 映像化作品
- 時の貞操 前後篇（1948年、大映、吉村廉監督） - 前篇のみ『4A格』が原作
- 執行猶予（1950年、東映、佐分利信監督）
- 母の誕生日（1953年、松竹、萩原徳三監督） - 中里恒子、美川きよと共作したNHK連続ラジオ小説が原作
- 薔薇いくたびか（1955年、衣笠貞之助監督）